# Banquet des maires de 1900

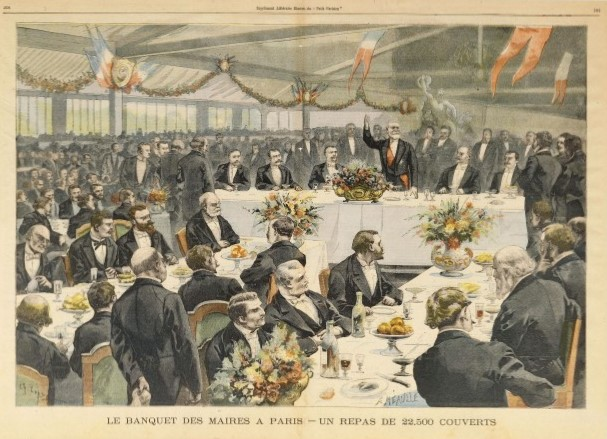
Le banquet des maires à Paris — Un repas de 22 500 couverts, illustration de Charles Crespin et Fortuné Méaulle dans le supplément illustré du Petit Parisien.

Le banquet des maires de 1900, ou banquet des Tuileries, est un gigantesque banquet qui se tint au jardin des Tuileries à Paris le 22 septembre 1900 et où furent conviés l'ensemble des maires de France.
Organisé à l'initiative du président de la République, Émile Loubet, et de son président du Conseil, Pierre Waldeck-Rousseau, à l'occasion de l'exposition universelle de 1900 qui eut lieu à Paris du 14 avril au 12 novembre, il réunit plus de 22 000 convives.

## Date choisie
La date du 22 septembre 1900 fut choisie comme étant le 108e anniversaire de la naissance de la Première République le 22 septembre 1792, premier jour du calendrier républicain et lendemain de la proclamation de l'abolition de la royauté. Le président ne manqua pas de le rappeler, en parlant des ancêtres de la Révolution : « Lorsqu'ils proclamèrent la République, ils voulaient organiser la défense nationale en même temps que la démocratie, de sorte qu'ils nous ont donné l'exemple du courage sous ses deux plus belles formes, et que cet anniversaire est la fête du patriotisme autant que la fête de la liberté. »
Cette festivité fut reportée comme conviviale et amicale dans la presse de masse, alors qu'elle fait à l'époque un possible usage de la caricature.

## Contexte des banquets
L'organisation de banquets de grande taille était une pratique qui remontait surtout à l'époque de la Deuxième République (alors organisés par les opposants à la monarchie de Juillet mécontents de la politique de Guizot).
Elle s'était transformée en coutume moins hostile au cours de la Troisième République à l'instar du banquet du 14 juillet 1888 où le président Sadi Carnot, nouvellement élu, offrit un banquet à tous les maires des chefs-lieux d’arrondissement et de cantons et où environ 4 000 invités répondirent à l'invitation.
On trouve celui du 13 juillet 1898 donné aux maires des principales villes de France en l'honneur du centenaire de l'historien Michelet.
On trouve précédemment aussi à celui-ci le banquet du 18 août 1889, dit banquet du Centenaire, prodigué par la municipalité de Paris à l'occasion du centenaire de la Révolution française et qui vit 11 182 maires réunis au palais de l'Industrie pendant l'exposition universelle de Paris de 1889.

## Nombre de convives
Le chiffre est assez controversé. Certaines sources donnent jusqu'à plus de 29 000 convives[réf. nécessaire]. Le nombre de convives est à distinguer du nombre de maires présents. Selon Adolphe Démy, « il y avait 22 278 invités, dont 20 777 maires ». Pierre Jeambrun retient également le nombre de 20 777 maires. Bruno Girveau et Jean Vitaux donnent 22 295 convives.

## Organisation
Dans le jardin des Tuileries, furent dressées deux immenses tentes reliées entre elles par des tentes perpendiculaires. 700 tables de 10 mètres de long chacune pouvant recevoir de 32 à 36 couverts, soit sept kilomètres, furent installées.
À droite du président de la République, est assis le président du Sénat, Armand Fallières ; à sa gauche, se trouve Paul Deschanel, président de la Chambre des députés. Le président du Conseil, Waldeck-Rousseau, les ministres, les députés, les sénateurs, la magistrature, l'armée, les personnages éminents de la nation sont à la table présidentielle.
Les convives venant de France, d'Algérie et d'Outre-mer furent classés par département et par ordre alphabétique, ce qui provoqua des querelles de préséance (par exemple le doyen en âge et le doyen en exercice de la fonction de maire).
Selon le vœu du président de la République, le repas ne dura pas plus de 90 minutes.
Les quantités de matériel nécessaire furent fort importantes, à l'image de la manifestation :
- 10 km de nappes molletonnées,
- 7 km de molletons,
- 7 km de nappes,
- 125 000 assiettes avec reproduction en fac-similé de la tapisserie « Armes de la République » réalisée par la manufacture des Gobelins[12], exposée dans l'enceinte du banquet[2],
- 55 000 fourchettes,
- 55 000 cuillères,
- 60 000 couteaux,
- 126 000 verres.

Six bicyclettes furent prévues pour transmettre rapidement les ordres de service. De même, une automobile (De Dion-Bouton de 4 CV) permettait au général de brigade de circuler entre les tables.
Environ 3 000 personnes furent employées pour la cuisine et le service et furent organisées par un seul traiteur, Potel et Chabot, :
- 11 chefs « gros bonnets »,
- 220 chefs de partie,
- 400 cuisiniers,
- 2 150 maîtres d'hôtel,
- 50 préposés aux vestiaires.

De la même façon, les fournitures pour le repas sont encore impressionnantes :
- 2 000 kg de saumon,
- 1 430 faisans,
- 2 500 poulardes,
- 1 200 litres de mayonnaise,
- 10 000 pêches,
- 1 000 kg de raisin,
- 3 000 litres de café.

## Carte

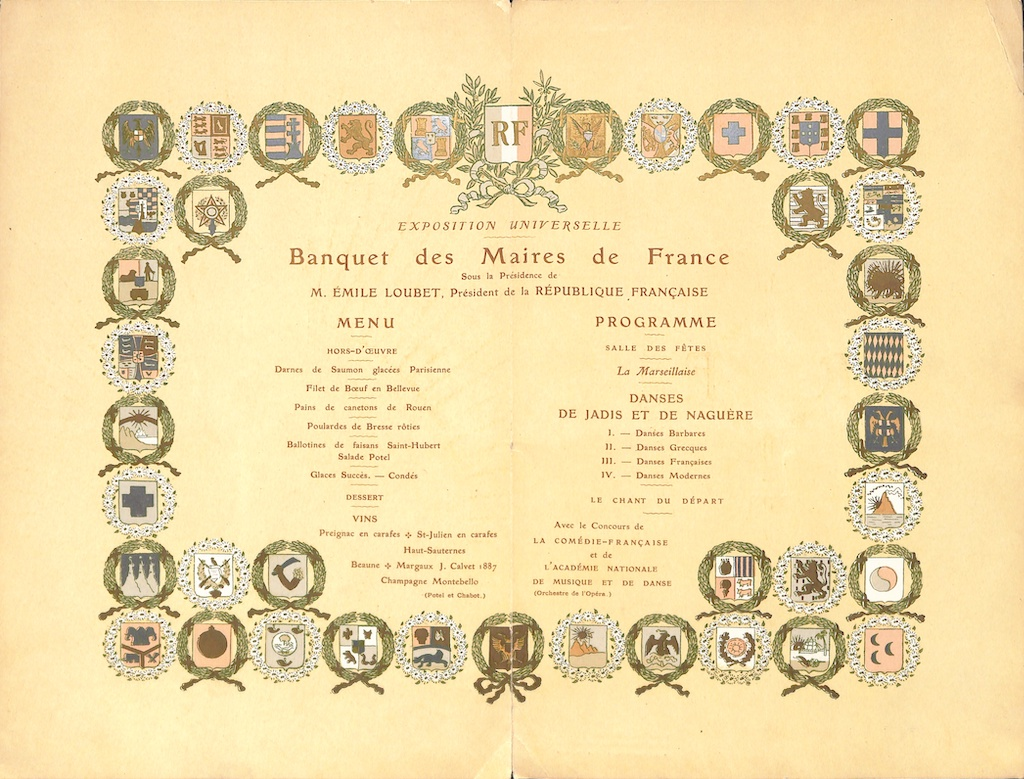
Menu du banquet.

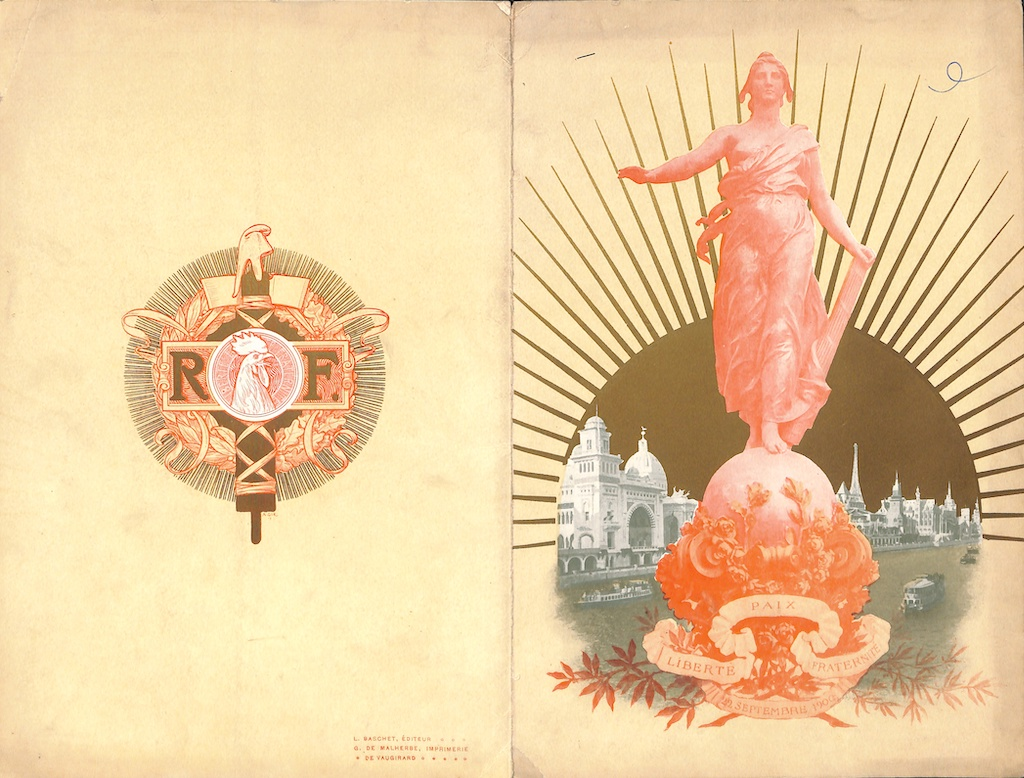
Couverture du menu.
Au : Le Triomphe de la République sur fond de pavillons de l'Exposition universelle en bord de Seine, avec un listel Liberté, paix, fraternité.
Au : un faisceau de licteur, une couronne triomphale, un coq gaulois, un monogramme « RF » et un bonnet phrygien.

La carte est marquée d'un écu aux couleurs du drapeau de la France, frappé du monogramme « RF » (« République française »). En entête : l'inscription « EXPOSITION UNIVERSELLE ». Sur la partie gauche se trouve le menu du repas, et sur la partie droite, le programme des festivités qui se déroulèrent en parallèle, à la salle des fêtes.

### Menu
- Hors-d'œuvre
- Darnes de saumon glacées parisienne
- Filet de bœuf en Bellevue[b]
- Pains de canetons de Rouen
- Poulardes de Bresse rôties
- Ballotines de faisans Saint-Hubert
- Salade Potel[c]
- Glaces Succès - Condés
- Dessert

Pour les vins, 39 000 bouteilles dont 1 500 de Fine Champagne furent utilisées : 
- Preignac servi en carafe ;
- Saint-julien servi en carafe ;
- Haut Sauternes ;
- Beaune Margaux[d] Jean Calvet 1887 ;
- Champagne Montebello.

Le personnel ne fut pas en reste puisqu'il eut droit à 3 000 litres de « gros rouge ».

### Festivités
Le programme des festivités est le suivant :
PROGRAMME

—————

SALLE DES FÊTES

—————

La Marseillaise

—————

DANSES 

DE JADIS ET DE NAGUÈRE

I — Danses Barbares

II — Danses Grecques

III — Danses Françaises

IV — Danses Modernes

—————

LE CHANT DU DÉPART 

—————

Avec le concours de la Comédie-Française et de l'Académie nationale de musique et de danse (Orchestre de l'Opéra)

## Plaquette commémorative
Une plaquette commémorative en bronze fut éditée à cette occasion, d'après Frédéric de Vernon. Il l'exposa au Salon des artistes français de 1902,.
De format rectangulaire (4,5 × 6,2 cm), elle est signée « F. Vernon » sur le revers où deux allégories féminines, dont l'une représente la République sous la traits de Marianne et l'autre la Ville de Paris, portent des libations au banquet. Sur l'avers, inscription « Banquet des Tuileries / offert aux maires / de France / sous la présidence / de Mr E. Loubet / Prest de la République / Mr Waldeck Rousseau / Prest du Conseil / Paris / 22 sept. 1900 ». En dessous de l'inscription, dans un cartouche se détachant sur un faisceau de licteur et des ramures de chêne et de laurier, étaient gravés l'initiale du prénom et le nom du maire.
Ces plaquettes bifaces se retrouvent encore dans les collections privées, dans des mairies ou dans des musées (par exemple le musée Carnavalet et le musée d'Orsay).